# La Chapelle-Blanche (Côtes-d'Armor)
La Chapelle-Blanche is een gemeente in het Franse departement Côtes-d'Armor (regio Bretagne) en telt 165 inwoners (1999). De plaats maakt deel uit van het arrondissement Dinan.

## Geografie
De oppervlakte van La Chapelle-Blanche bedraagt 8,0 km², de bevolkingsdichtheid is 20,6 inwoners per km².
De onderstaande kaart toont de ligging van La Chapelle-Blanche (Côtes-d'Armor) met de belangrijkste infrastructuur en aangrenzende gemeenten.

## Demografie
Onderstaande figuur toont het verloop van het inwonertal (bron: INSEE-tellingen).
1. ↑  Populations de référence 2022.